# Michelle J. Howard
Michelle Janine Howard (født 30. april 1960) er en amerikansk admiral, som for øjeblikket gør tjeneste som den 38te Vice Chief of Naval Operations. Før det var hun Deputy Chief of Naval Operations for Operations, Plans and Strategy (N3/N5). Howard har opnået mange historiske "første" igennem sin karriere i den amerikanske flåde. Hun var den første afro-amerikanske kvinde, der opnåede rang af 3-stjernet og 4-stjernet i det amerikanske militær, ligesom hun var den første afroamerikanske kvinde, der blev admiral i flåden.
Hun var den første afroamerikanske kvinde, der havde kommandoen over et amerikansk flådeskib USS Rushmore..
I 2006 blev hun udnævnt til "rear admiral", hvilket gjorde hende til den første til at blive admiral fra afgangsklassen fra 1982 fra U.S. Naval Academy og den første kvinde der har taget eksamen herfra til at opnå at blive flagofficer. Den 1. juli 2014, blev Howard den første kvinde der blev firestjernet admiral. Med posten som Vice Chief of Naval Operations, som hun overtog samme dag, er hun den første kvinde og den første afroamerikaner, der besidder denne post